# 訃報 1976年8月
訃報 1976年8月（ふほう 1976ねん8がつ）では、1976年（昭和51年）8月中に物故した、又は物故が報じられた人物についてまとめる。

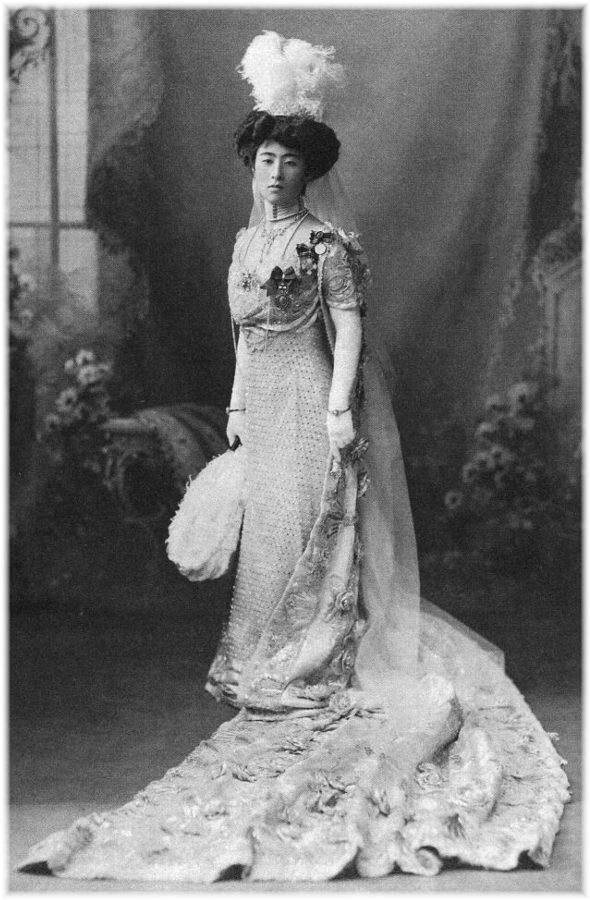
梨本伊都子 / 8月19日没

ジュセリーノ・クビチェック / 8月22日没

## （1日 - 15日）
- 8月1日 - 小谷勉、医師・医学博士・教育者・陸軍軍医（* 1918年）
- 8月2日 - フリッツ・ラング、映画監督（* 1890年）
- 8月2日 - 小平権一、衆議院議員・農林官僚（* 1884年）
- 8月2日 - 山崎小五郎、海上自衛官（* 1905年）
- 8月3日 - 森竹竹市、歌人（* 1902年）
- 8月5日 - 長沖一、漫才作家・演出家・放送作家（* 1904年）
- 8月6日 - グレゴール・ピアティゴルスキー、チェロ奏者（* 1903年）
- 8月8日 - 宮下秀洋、囲碁棋士（* 1913年）
- 8月9日 - 杉田六一、古代オリエント研究者・実業家（* 1897年）
- 8月9日 - 小杉太一郎、作曲家（* 1927年）
- 8月11日 - 鴨川清作、演出家（* 1925年）
- 8月12日 - 茨木杉風、水墨画家（* 1898年）
- 8月13日 - 大森久司、政治家・衆議院議員（* 1901年）
- 8月15日 - 岡村文子、女優（* 1898年）

## （16日 - 31日）
- 8月16日 - 池田幸太郎、画家（* 1895年）
- 8月18日 - 宇田新太郎、工学者（* 1896年）
- 8月19日 - 冨士月子、女流浪曲師（* 1898年）
- 8月19日 - 梨本伊都子、旧皇族（* 1882年）
- 8月21日 - 中山栄一、政治家・衆議院議員（* 1895年）
- 8月21日 - 相良徳三、美学美術史学者（* 1895年）
- 8月22日 - ジュセリーノ・クビチェック、ブラジル大統領（* 1902年）
- 8月22日 - ジーナ・バッカウアー、ピアニスト（* 1913年）
- 8月23日 - 信夫韓一郎、新聞記者（* 1900年）
- 8月24日 - 小野木学、洋画家（* 1924年）
- 8月25日 - エイヴィンド・ユーンソン、小説家（* 1900年）
- 8月26日 - ロッテ・レーマン、ソプラノ歌手（* 1888年）
- 8月27日 - 青木均一、実業家・東京電力社長・会長（* 1898年）
- 8月27日 - 青山圭男、演出家・振付師（* 1903年）
- 8月29日 - ジミー・リード、歌手（* 1925年）
- 8月29日 - 後藤夜半、俳人（* 1895年）
- 8月30日 - 松井八郎、作曲家・ジャズピアニスト（* 1919年）